# فيليكس غوتوالد
فيليكس غوتوالد (Felix Gottwald) هو لاعب أولمبي لرياضة إسكندنافية ثنائية من النمسا. شارك في الأولمبياد الشتوي في 2002–2010، وفاز بما مجموعه 7 ميداليات.

## الميداليات
| ذهب | فضة | برونز | المجموع |
| 3   | 1   | 3     | 7       |

## روابط خارجية
- فيليكس غوتوالد على موقع الاتحاد الدولي للتزلج (التزلج النوردي المزدوج) (الإنجليزية)
- فيليكس غوتوالد على موقع أوليمبيديا (الإنجليزية)